# Mirosław Barszcz
Mirosław Jan Barszcz, né le 20 juillet 1970 à Lublin, est un juriste et un homme politique polonais proche de la droite.

## Biographie

### Formation et carrière
Il est diplômé en droit de l'université catholique de Lublin. Depuis 1996, il exerce la profession de conseiller fiscal.

### Vie politique
Il devient sous-secrétaire d'État au ministère des Finances le 14 décembre 2005. Il travaille alors sur les réformes du droit fiscal et occupe cette fonction jusqu'au 23 mai 2006.
Le 13 août 2007, Mirosław Barszcz est nommé ministre des Travaux publics dans le gouvernement minoritaire de Jarosław Kaczyński, à la suite de la rupture de la coalition au pouvoir. À la suite d'un changement de majorité, il quitte son ministère le 16 novembre.
Il s'éloigne de la vie politique, mais participe à l'élaboration du programme fondamental du parti La Pologne est le plus important (PjN). En novembre 2011, il est recruté comme conseiller par le ministre de la Justice Jarosław Gowin.